# The Lone Fisherman
The Lone Fisherman ist eine US-amerikanische Stummfilmkomödie aus dem Jahr 1896. Der Film entstand in Fanwood und wurde durch die Edison Manufacturing Company veröffentlicht. Das Drehbuch stammt aus der Feder von Edward E. Rice.

## Filminhalt
Ein Angler sitzt gemütlich an einem Steg und hofft, dass er einen Fisch fängt. Plötzlich lockert ein Scherzkeks das Brett, auf dem er sitzt, und der Angler fällt ins Wasser. Dies wird von den Insassen einer vorbeifahrenden Kutsche bemerkt, die daraufhin anhalten und den Angler auslachen. Der Scherzkeks springt vor lauter Freude ebenfalls ins Wasser.

## Hintergrundinformationen
Der Film wurde vermutlich im September des Jahres 1896 gedreht. Über die Darsteller und den Regisseur des Films ist nichts bekannt.
Der Filmtitel orientiert sich einem bekannten Gedicht mit dem Titel Lone Fisherman. Der Film gehört zu einer Reihe Filme, die von der Edison Manufacturing Company produziert wurden, um kleinere und bekanntere Sketche zu präsentieren.